# Monte Ibérico-Corredor de Almansa
Monte Ibérico-Corredor de Almansa és una mancomunitat de municipis del sud-est de la província d'Albacete que constituïx un pas entre la plana manxega de la Submeseta Sud i la costa valenciana. Aquesta província pertany des de 1982 a la Comunitat Autònoma de Castella-la Manxa. Judicialment els seus municipis pertanyen o bé al partit judicial d'Albacete o al d'Almansa. La seu de la mancomunitat està en el carrer Almodí núm. 1 de Bonete (codi postal 02691), ja que, al principi de la creació de la mancomunitat, Almansa no s'hi va integrar.
Cal aclarir que la comarca del Corredor de Almansa no és la mancomunitat de la qual parlem aquí i viceversa. El Corredor de Almansa és una comarca que forma part d'aquesta mancomunitat.

## Geografia
És una zona de transició de la muntanya al pla, enclavada entre serres que constituïxen els estreps del Sistema Bètic. Limita al nord amb la Manchuela albacetenya; al nord-est amb les comarques valencianes de la Vall de Cofrents i la Canal de Navarrés; a l'est amb La Costera; al sud-est amb la comarca alacantina de l'Alt Vinalopó; al sud amb l'Altiplà murcià i els Campos de Hellín; i a l'oest amb els Llanos de Albacete. L'interior de la mancomunitat, ondat i àrid, tot just no compta amb cursos fluvials, produint-se en canvi un freqüent endorreisme, mostra d'ell són les llacunes salades de Pétrola, Horna (Horna és una pedania de Chinchilla de Monte-Aragón) o el Pantà d'Almansa, construït en 1584 i que és l'embassament més antic d'Europa encara en funcionament.

## Prehistòria
Els testimoniatges més rellevants del pensament dels grups humans prehistòrics corresponen als tres abrics amb pintures rupestres coneguts fins al present: el Barranc de Cabezo Moro i Olula (a Almansa) i la Cova de la Vieja (a Alpera). Amb la presència de arqueros i de dones, aquestes importants mostres de les creences dels grups caçadors de fa 12.000 anys, formen part de l'anomenat Art llevantí, el més genuí dels arts figuratius prehistòrics peninsulars. Ambdós frisos culturals formen part de l'oficialment anomenat Art rupestre de l'arc mediterrani de la península Ibèrica. Tot aquest art rupestre va ser declarat Bé d'Interès Cultural en 1985. En 1998, la UNESCO, va incloure tot aquest art en la seva llista de Patrimoni de la Humanitat.

## Història
Donada la seva situació geogràfica, la mancomunitat Forest Ibèrica-Corredor d'Almansa ha estat habitada des de temps remots, trobant-se en el lloc nombrosos vestigis ibers i romans. Per la seva situació estratègica, ha estat lloc d'importants fets històrics, una mica que testifiquen els imponents castells com el d'Almansa i el de Chinchilla de Monte-Aragón. La mancomunitat està formada per municipis de tres comarques històriques diferents: l'Alt Vinalopó (Cabdet, històricament vinculat al Regne de València), el Corredor d'Almansa i part de la Manxa de Montearagón. En la Baixa Edat Mitjana, Cabdet pertanyia al Regne de València, pertanyent (almenys el Corredor de Almansa en la seva totalitat) la resta de la mancomunitat al marquesat de Villena.
En 1476 els Reis Catòlics van annexionar el marquesat a la Corona de Castella, dintre del Regne de Múrcia. Caudete va seguir formant part del Regne de València fins a 1707. El fet històric més important es va produir el 25 d'abril de 1707, la batalla d'Almansa, durant el conflicte internacional de la Guerra de Successió espanyola. En 1833 es crea la província d'Albacete, any que van passar a aquesta província tots els municipis que la componen.